# Kamienica przy ul. Grzegorza z Sanoka 4 w Sanoku
Kamienica przy ul. Grzegorza z Sanoka 4 w Sanoku – budynek położony przy ulicy Grzegorza z Sanoka 4 w Sanoku.

## Historia
Właścicielem był Lazar Regenborgen (radny miejski).
Pierwotnie budynek figurował pod numerem konskrypcyjnym 96, a potem pod adresem ul. Grzegorza z Sanoka 4.
W 1938 do adresu był przypisany adwokat dr Józef Schumer. 
W latach PRL przy południowo-zachodnim narożniku kamienicy był zlokalizowany dystrybutor paliwowy.
Budynek został wpisany do gminnego rejestru zabytków miasta Sanoka, opublikowanego w 2015.